# Doomsday Blue
Doomsday Blue ist ein englischsprachiger Popsong von Bambie Thug und war der irische Beitrag beim Eurovision Song Contest 2024 in Malmö.

## Hintergrund
Doomsday Blue wurde im Januar 2024 als Vorletzter von insgesamt sechs Titeln vorgestellt, die an der irischen Vorentscheidung zum Eurovision Song Contest Eurosong 2024 teilnahmen. Bambie Thug hatte mehrere Titel für den Vorentscheid in Betracht gezogen, hatte sich aber für Doomsday Blue entschieden, weil das Lied am stärksten hervorstechen würde. Die Show selbst fand am 26. Januar statt, wobei Bambie Thug an zweiter Position auftrat. Hierbei konnte der Titel jeweils die Höchstpunktzahl von Nationaler Jury und Zuschauern, jedoch nicht von der Internationalen Jury erreichen. Dennoch landete er mit 32 Punkten auf dem ersten Platz.
Der Titel wurde von Bambie Thug selbst mit Olivia Cassy Brooking, Sam Matlock und Tylr Rydr geschrieben, wobei letzterer auch die Produktion führte. Das Mastering und die Abmischung erfolgten von Bradley Spence und Jake Cunningham.

## Inhaltliches
Laut Bambie Thug sei der Titel ein Crossover aus verschiedenen Genres und zeige die verschiedenen Facetten der interpretierenden Person. Das Lied handele von Liebeskummer, Täuschung und des Schmerzes unerfüllter Liebe. Doomsday Bloom sei in Wembley entstanden und habe anfangs nur aus einer Strophe bestanden.

## Veröffentlichung
Der Titel wurde bereits am 13. Oktober 2023 veröffentlicht, wo er auf dem Album Cathexis mit sechs weiteren Liedern erschien.

## Rezeption

### Rezensionen
Der Titel wurde von Politik und Geistlichen in Verbindung mit der Geschlechtsidentität Bambie Thugs kritisiert. So kritisierte beispielsweise Hermann Kelly in seiner Position als Vorsitzender der rechtsextremen Kleinpartei Irish Freedom Party den Titel und erwähnte ihn in einer Verbindung mit Dustin the Turkey, dem irischen Teilnehmer 2008. Weiterhin brachte er den Titel und Act mit Satanismus in Verbindung und sprach von der Zelebrierung von „Woke-Unsinn“. Ähnliche Worte kamen vom Declan McInerney, Pfarrer aus dem Bistum Clonfert, der in einem Gottesdienst davon sprach, dass Irland als Land erledigt sei.
Der Journalist Kieran Cunningham vom Irish Star merkte an, dass eine Persönlichkeit wie die von Bambie Thug in der Musikwelt nichts Neues sei. Er brachte Bambie Thug in Verbindung mit damals erfolgreichen Künstlern wie Rod Stewart oder den Horslips, welche ebenfalls Make-Up und für Glam Rock typische Kleidung trugen. Cunningham belächelte die Petition mit 2000 Unterzeichnern, welche die Absetzung Bambie Thugs forderte.

### Chartplatzierungen
| ChartsChartplatzierungen     | Höchstplatzierung | Wochen |
| ---------------------------- | ----------------- | ------ |
| Irland (IRMA)                | 23 (4 Wo.)        | 4      |
| Schweiz (IFPI)               | 77 (1 Wo.)        | 1      |
| Vereinigtes Königreich (OCC) | 67 (1 Wo.)        | 1      |

## Beim Eurovision Song Contest
Mit dem Titel qualifizierte sich Irland am 7. Mai 2024 von Startplatz vier des ersten Halbfinale des Eurovision Song Contest 2024 auf dem 3. Platz mit 124 Punkten für das Finale am 11. Mai. Dort wurde dem Titel der 10. Startplatz zugeteilt. Er erreichte mit insgesamt 278 Punkten den 6. Platz. Bei den Jurys lag er mit 142 Punkten ebenfalls auf dem 6. Rang. Auch beim Publikum erreichte der Song mit 136 Punkten den 6. Platz.